# Smålands runinskrifter 78
Smålands runinskrifter 78 är en vikingatida runsten av ögongranit i Uppåkra, Vallsjö socken och Sävsjö kommun. Runstenen är 1,6 meter hög, 0,77 meter bred och 0,35 meter tjock. Runhöjden är 12 centimeter. Stenen har varit sönderslagen men har lagats.

## Inskriften
Translitterering av runraden:
ulafʀ : sati : stin : þansi : eftiʀ : siba : sun : sin
Normalisering till runsvenska:
Olafʀ satti stæin þannsi æftiʀ Sibba, sun sinn.
Översättning till nusvenska:
Olov satte denna sten efter Sibbe, sin son.